# Pandanus tubulatus
Pandanus tubulatus är en enhjärtbladig växtart som beskrevs av Huynh. Pandanus tubulatus ingår i släktet Pandanus och familjen Pandanaceae.
Artens utbredningsområde är Madagaskar. Inga underarter finns listade.